# Arif Malikov
Aríf Jahangir Melikov (også Malikov azeri: Arif Cahangir oğlu Məlikov, russisk: Ариф Джангир оглы Меликов, tr. Arif Dsjangir ogly Melikov; født 13. september 1933 i Baku, Aserbajdsjanske SSR, Sovjetunionen,  død 9. maj 2019 i Baku, Aserbajdsjan) var en sovjetisk/aserbajdsjansk komponist og lærer.
Melikov blev uddannet på Musikkonservatoriet i Baku (1958). Han har skrevet 8 symfonier, 8 symfoniske digte, balletter, filmmusik etc.  
Han skrev balletten "Legend of Love" (1961) som blev hans gennembrud som komponist i Verden. Melikov underviste på Baku Musikkonservatorium. 

## Udvalgte værker
- Symfoni nr. 1 (1958) - for orkester
- Symfoni nr. 2 (1969-1970) - for orkester
- Symfoni nr. 3 (1973-1975) - for kammerorkester
- Symfoni nr. 4 (1977) - for strygeorkester
- Symfoni nr. 5 (1979-1982) - for orkester
- Symfoni nr. 6 "kontraster" (1984)
- Symfoni nr. 7 (1995) - for folkeorkester
- Symfoni nr. 8 "Evigheden" (2001) - for altsaxofon og orkester
- "Fortælling" (1957) (Symfonisk digtning) - for orkester
- "Fuzuli" (1959) (Symfonisk digtning) - for orkester
- "Moderland" (1963) (Symfonisk digtning) - for orkester
- "Metamorfoser" (1964) (Symfonisk digtning) - for orkester
- "Den sidste gennemgang" (1972) (Symfonisk digtning) - for orkester
- "Helt" (1972) (Symfonisk digtning) - for orkester
- "Legenden om kærlighed" (1961) - ballet
- "To hjerters digt" (1982) - ballet
- "Stærkere end døden" (1966) - ballet